# Melanotan II
Melanotan II  es un análogo sintético de la hormona peptídica α-melanocito estimulante (α-MSH) que estimula la melanogénesis y aumenta la excitación sexual.
Inicialmente, se desarrolló como un candidato a fármaco para la disfunción sexual femenina y la disfunción eréctil, pero su desarrollo clínico cesó en 2003, y hasta 2018, ningún producto que contuviera melanotan II estaba en el mercado y todo desarrollo comercial se había detenido.
En internet se encuentran productos no autorizados, no probados o fraudulentos que se venden como "melanotan II" y se afirma que son efectivos como "medicamentos para broncearse". Sin embargo, se han reportado efectos secundarios, como pigmentación desigual (que hace que la pigmentación desigual existente sea más notable), nuevos nevus (lunares) y oscurecimiento o agrandamiento de lunares existentes, lo que ha llevado a las autoridades médicas a desaconsejar su uso. No se han realizado estudios científicos sobre los efectos secundarios a largo plazo y permanentes que el uso de este péptido puede causar.